# آروو لامبرگ
آروو لامبرگ (فنلاندی: Arvo Lamberg؛ زادهٔ ۳ ژوئیهٔ ۱۹۴۳) بازیکن فوتبال اهل فنلاند بود.
وی همچنین در تیم ملی فوتبال فنلاند بازی کرده‌است.